# Pionýrská železnice v Plzni

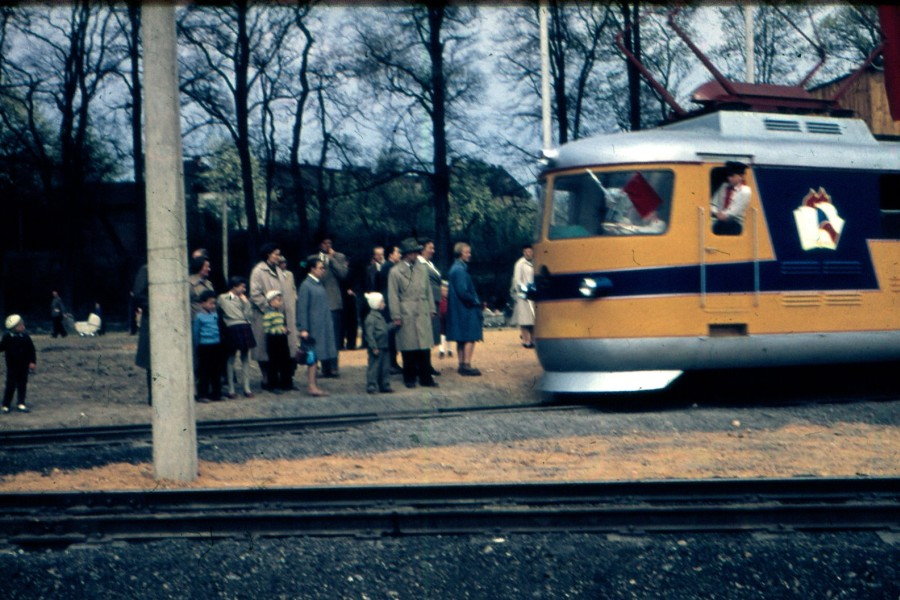
Pionýrská železnice v Plzni v roce 1963

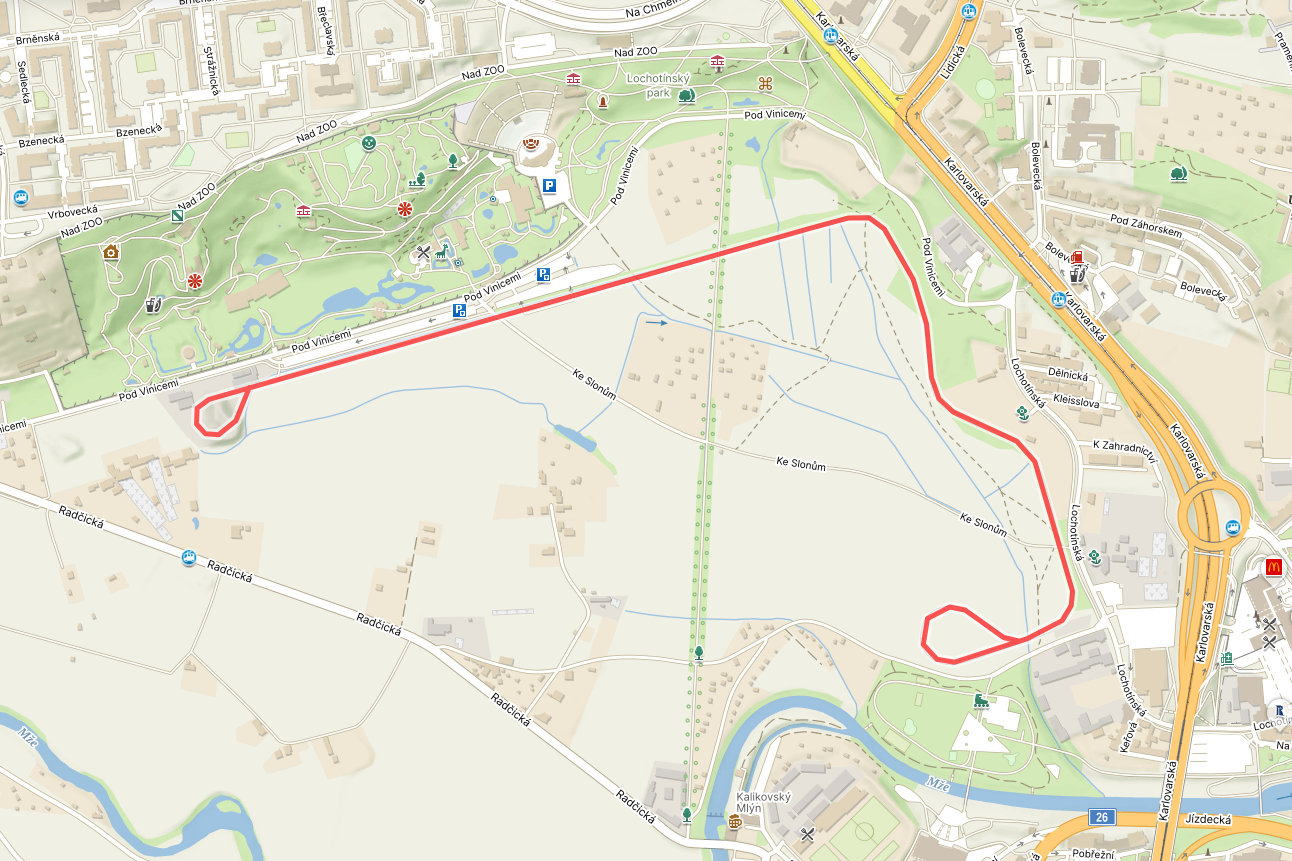
Mapa celé 2km trasy

Pionýrská železnice v Plzni byla pionýrská železnice zprovozněná v srpnu roku 1959, která spojovala plzeňskou ZOO a Lochotín podél ulic Pod vinicemi a Lochotínská. Trať měla rozchod 760 mm a nejprve na ní jezdila motorová lokomotiva TU 29.0 a vagón Balm/ú z Jindřichova Hradce.
V květnu roku 1960 byla trať elektrizována a vyjela na ni poprvé jednotka E 10.01 „Pionýr“. Jednotka byla vyrobena ve Škodě Plzeň. Lokomotiva měla dvě strojvůdcovská stanoviště vedle sebe, jedno obsluhoval pionýr-strojvedoucí, na druhém dohlížel dospělý instruktor.
V roce 1966 byla trať prodloužena až k výstavišti Ex Plzeň. Zpočátku nebylo toto prodloužení elektrizované a obsluhovala je opět motorová lokomotiva TU29.004 s vozem Balm/ú 635, zapůjčeným z Jindřichova Hradce. Celý úsek byl elektrizován v roce 1968.
V sedmdesátých letech klesal zájem veřejnosti, také rostly potíže s podmáčeným podložím. Na provoz i řádnou údržbu chyběli dobrovolníci i finance, takže v roce 1976 bylo rozhodnuto o zastavení provozu.
Koleje a vedení zůstalo na svém místě do roku 1985 kdy se začaly demontovat. Koncová stanice i depo Pionýra přešlo do vlastnictví ZOO (není veřejnosti přístupné), v depu přežil Pionýr do 90. let, pak byl sešrotován. Ze zastávky Lochotín se dochoval jen betonový perón, zbytky náspu a jeden sloup trakčního vedení. Nádražní budova musela být po požáru v roce 2003 stržena.